# SNK Corporation (2001)
Pour l'entreprise fondatrice ayant fait faillite, voir SNK Corporation.
SNK Corporation (株式会社SNK, Kabushiki-gaisha SNK) est un fabricant de jeux vidéo dont le siège est à Suita, Osaka, dans la préfecture d'Osaka, au Japon. Membre régulier de la Computer Entertainment Association et de la Japan Online Game Association.
Il s'agit d'une société successeur qui a acquis les droits de propriété intellectuelle de SNK (ancienne société) du même nom, qui a fait faillite en 2001, et est responsable de séries telles que The King of Fighters (ci-après dénommé KOF). Elle produit et vend des jeux de combat compétitifs. Le 1er décembre 2016, le nom de la société est passé de SNK Playmore Corporation à son nom actuel.
SNK Playmore produit essentiellement des titres sur consoles de jeux vidéo, notamment les franchises de l'ancien SNK, mais également en arcade, et conçoit des pachinkos.
Le slogan de l'entreprise est « The Future Is Now ».

## Historique
À la suite de plusieurs revers consécutifs, l'ancien SNK, financièrement dans le rouge (accueil plus que mitigé de la Neo-Geo CD et des consoles portables Neo Geo Pocket, plus l'échec de l'Hyper Neo-Geo 64), est racheté en 2000 par Aruze, qui fera peu d'efforts pour soutenir le jeu vidéo dans sa nouvelle filiale et n'injecte que très peu d'argent dans un groupe qui en a terriblement besoin. Le principal intérêt pour Aruze est de créer des pachinkos basés sur les licences The King of Fighters et Metal Slug.
Eikichi Kawasaki décide de quitter le groupe et fonde une nouvelle société appelée BrezzaSoft, emmenant avec lui cinq des dirigeants de l'ancien SNK. Aruze décide à ce moment-là de stopper toute commercialisation des produits de l'ancien SNK à travers le monde et ferme sa filiale américaine. Les droits concernant l'exploitation du système Neo-Geo MVS en Amérique du Nord sont vendus à Apple Inc.. L'ancien SNK se retrouve sans rentrée monétaire venant d'Europe et d'Amérique du Nord. Les finances de l'ancien SNK deviennent rapidement ingérables et les dettes s'accumulent. Les actionnaires d'Aruze qui avaient provoqué le rachat de la société l'ancienne SNK portent plainte contre Aruze et accusent la maison-mère de la responsabilité de cette situation difficile et déficitaire. Entre les dettes croissantes et le procès, Aruze trouve de bonnes raisons pour mettre la société l'ancienne SNK en faillite - la sentence est prononcée par le tribunal du district d'Osaka en date du 30 octobre 2001,,,,,,,. Kawasaki remporte les droits de propriété intellectuelle de l'ancienne SNK lors de l'appel d'offres au moment de la faillite.
Pendant le processus de dislocation de l'ancien SNK, Aruze vend tous les droits des propriétés intellectuelles des jeux comme The King of Fighters, Metal Slug et les autres franchises principalement à la société BrezzaSoft,.
Anticipant la faillite de l'entreprise, Eikichi Kawasaki quitte l'ancienne SNK avec d'autres dirigeants pour fonder une société nommée Playmore le 1er août 2001,. Pour ne pas perdre l'héritage de SNK, la nouvelle société de Kawasaki, Playmore, obtient les droits de propriété intellectuelle de l'ancienne SNK le 30 octobre 2001. L'entreprise commence alors à renforcer ses actifs et à réembaucher d'anciens employés de l'ancienne SNK.
Pour rétablir sa présence sur le marché du jeu, Playmore acquiert BrezzaSoft et ses anciens développeurs l'ancienne SNK, ainsi que Noise Factory, développeur japonais de Sengoku 3 sur Neo Geo. Playmore reprend timidement les activités et produit quelques jeux et portages jusqu'en 2002. De son côté, Aruze continue d'exploiter les licences l'ancienne SNK pour développer ses pachinkos, alors qu'il n'en est plus du tout le propriétaire légal. Détenant les droits de ces propriétés, Playmore porte plainte contre Aruze et demande des dommages et intérêts auprès du tribunal d'Osaka. La décision et l'issue du procès ne sont pas encore arrêtées (en 2009),. En décembre 2002, Playmore ressuscite SNK aux États-Unis en lançant la filiale SNK NeoGeo USA Corporation. Playmore obtient le droit de saisir et stopper la distribution illégale de cartouches Neo-Geo AES effectuée par plusieurs entreprises, puis les droits de distribution furent pour certains revendus à certaines de ces mêmes entreprises,,.
Le 2 juin 2003, la société a décidé de changer son ancien nom, Sun Amusement Co. Ltd., en SNK NEOGEO Corporation.

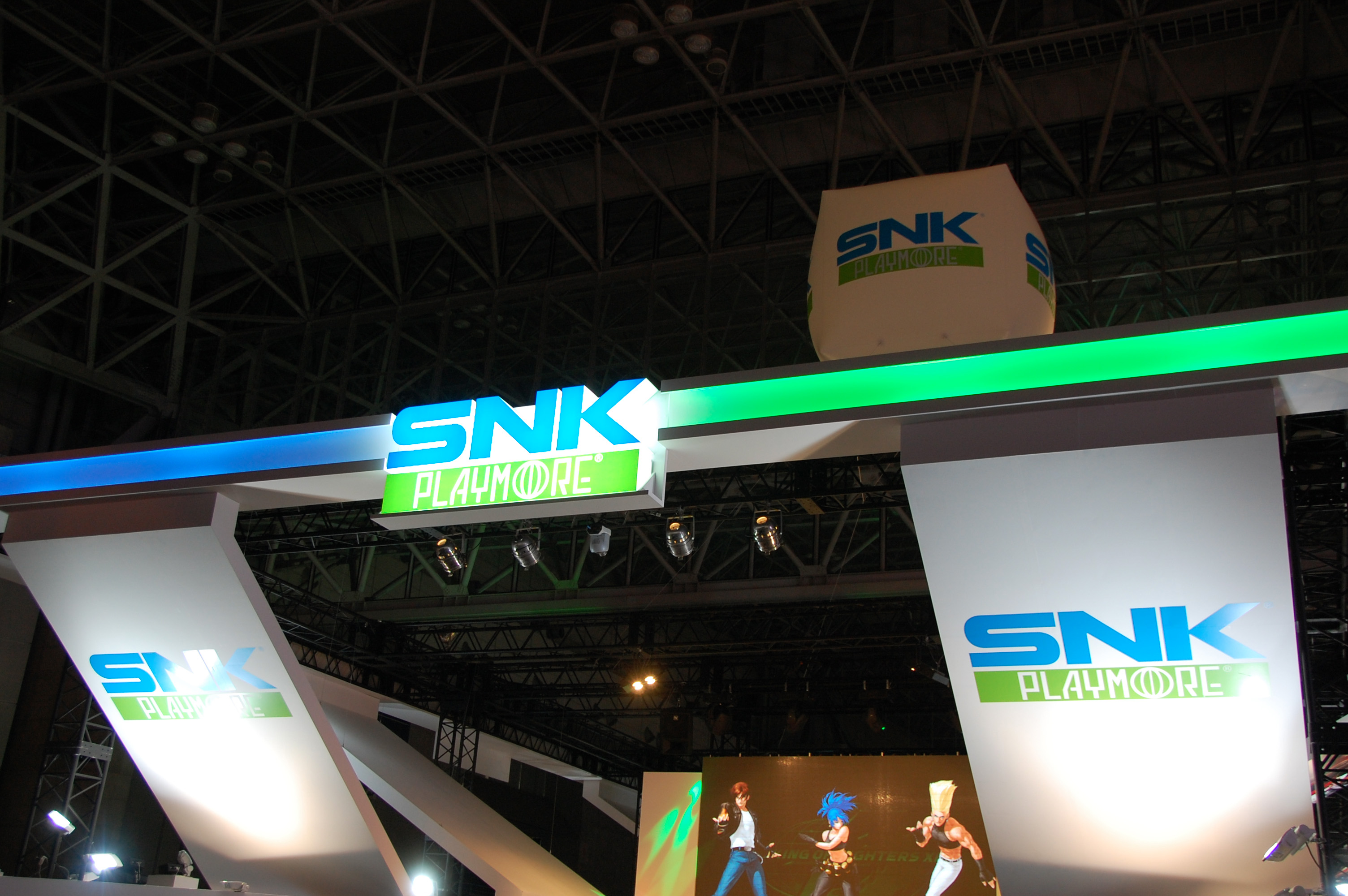
SNK Playmore au Tokyo Game Show de 2008

### Création de SNK Playmore
Le groupe initial est entièrement reconstitué, il ne manque que le nom. Eikichi Kawasaki annonce le 7 juillet 2003 le renommage de Playmore en SNK Playmore Corporation,.
En 2003, SNK Playmore utilise ses plus grosses licences, en Europe, Asie, et Amérique du Nord, toujours sur Neo-Geo (et PCB pour SNK vs. Capcom: SVC Chaos, Metal Slug 5 et KOF 2003). La plupart de ces jeux seront portés sur Xbox et PlayStation 2 vers 2004. C'est le moment où SNK Playmore commence à repenser sa stratégie et sa place sur le marché de l'arcade pour s'orienter vers le marché des consoles de salon. En 2004, l'entreprise annonce officiellement son orientation d'activité dans le secteur du pachinko. L'activité de développeur et éditeur de jeux vidéo sera limitée et reléguée au second plan : seules les grosses licences de l'ancien SNK seront dorénavant développées sur consoles ou téléphone portable. SNK Playmore va quand même collaborer avec Sammy, pour développer les suites de The King of Fighters, Metal Slug et Samurai Shodown en arcade sur Atomiswave (système au fonctionnement similaire à celui du MVS Neo-Geo, en plus puissant et à base de cartouches, proposant modularité, rapidité et simplicité).
En novembre 2004, SNK Playmore a fusionné avec SNK NEOGEO, qui a été à son tour acquise par SNK Playmore Corporation, réunissant d'anciens employés de SNK et fournissant à SNK Playmore des ressources de développement et de publication internes.
SNK Playmore poursuit son travail en arcade et annonce en 2006 au Tokyo Game Show, qu'il passe sur Taito Type X (et X²). Dans le même temps, la politique de portage et recyclage des jeux en compilation est largement employée. Plusieurs jeux ressortent sur PlayStation 2, dont plusieurs compilations. SNK Playmore est également présent sur les réseaux en ligne des consoles. Fatal Fury Special débarque en mai 2007 sur le Xbox Live Arcade. Plusieurs jeux Neo Geo sont disponibles sur la console virtuelle de la Wii de Nintendo, (Fatal Fury, Art of Fighting, World Heroes…). Le passage sur système Taito se concrétisera en 2007. Mais c'est surtout l'année 2009 qui marquera les esprits avec la sortie de The King of Fighters XII,.

### Moins de 37Games
En mars 2015, Leyou Technologies Holdings a soumis un document de déclaration d'intérêt à la Bourse de Hong Kong, soulignant un « investissement possible dans un développeur de jeux vidéo japonais renommé ». Plus tard en août, il a été annoncé que le géant chinois des jeux web et mobiles 37Games et la société de gestion d'actifs Orient Securities avaient formé une coentreprise pour investir dans Ledo Millenium, une filiale de Leyou. Par l'intermédiaire de Ledo, l'entreprise a acquis la participation de 81,25 % de Kawasaki dans SNK Playmore pour 63,5 M $,,. La raison invoquée pour l'acquisition était d'obtenir les droits sur la propriété intellectuelle de SNK Playmore et de les développer davantage en suivant l'approche de Marvel Entertainment en matière de médias de masse. La coentreprise prévoyait d'intégrer les jeux, les bandes dessinées, le cinéma et la télévision dans une franchise médiatique,.
Une fois l'achat finalisé, SNK Playmore a marqué un changement dans la stratégie de l'entreprise, qui était auparavant davantage axée sur la production de pachislot et de jeux mobiles que sur ses jeux traditionnels de consoles et d'arcade. En 2015, SNK Playmore a annoncé qu'elle se retirait du marché des pachislots, choisissant plutôt de se concentrer sur les jeux sur console et sur mobile, ainsi que sur les licences de personnages utilisant ses figures populaires telles que Mai Shiranui, Ukyo Tachibana, Nakoruru et Haohmaru. De plus, tous les personnages susmentionnés ont fait leur apparition en tant que personnages invités dans une arène de combat en ligne multijoueur mobile (MOBA), Wangzhe Rongyao, grossièrement traduit en anglais par Honor of Kings qui est le jeu le plus rentable au monde de tous les temps ainsi que l'application mobile la plus téléchargée au monde.
L'entreprise chinoise Wuhu Shunrong Sanqi Interactive et Oriental Securities investissent dans Leyou Millenium pour effectuer le rachat de SNK Playmore.

### Retour de SNK Corporation
Le 25 avril 2016, SNK a officiellement abandonné le nom «Playmore» de son logo d'entreprise et a réintroduit son slogan original, « The Future Is Now », comme un moyen de signifier « un retour à I'histoire des jeux riches SNK »,. Un changement de nom légal de SNK Playmore Corporation à SNK Corporation a suivi le 1er décembre 2016,.
SNK publie une collection du 40e anniversaire de certaines de ses franchises les plus populaires à la fin de 2018. En 2019, il est révélé que le prochain personnage de Super Smash Bros pourrait provenir d'un jeu SNK. Il s'agira de Terry Bogard.
En juin 2019, le 12e opus de la série Samurai Shodown est sorti sur PlayStation 4 et Xbox One, suivi d'une version arcade en octobre et d'une version Nintendo Switch plus tard dans l'année.

### Vers une nouvelle Neo-Geo
La société japonaise, qui a effectivement fait état de ventes supérieures aux prévisions et d'un chiffre d'affaires proche de l'objectif de 15 millions d'euros pour la nostalgique Neo Geo Mini, annonce en avril 2019, l'arrivée de nouveaux modèles à l'architecture semi-ouverte cette fois. SNK précise qu'il ne s'agit pas de nouvelles versions de la Neo Geo Mini, mais bien d'un nouveau hardware. Rien ne découlera de cette annonce - le projet ayant été purement et simplement abandonné.

### Acquisition par EGDC
En novembre 2020, la Fondation MiSK, une organisation à but non lucratif appartenant au prince héritier d'Arabie saoudite, Mohammed ben Salmane, a acquis 33,3% des parts de SNK par l'intermédiaire de sa filiale Electronic Gaming Development Company (EGDC), avec l'intention d'acquérir une part supplémentaire de 17,7% ultérieurement afin d'acquérir une participation majoritaire dans la société,.
En avril 2021, trois membres du conseil d'administration envoyés d'Arabie saoudite ont été nommés. EGDC a annoncé son intention d'acquérir 51% par le biais d'achats supplémentaires. En février 2022, la part de propriété d'EGDC a été portée à 96,18%,,. En mai de la même année, SNK notifie la radiation de ses actions à la Bourse coréenne (KOSDAQ) et les projets futurs d'EGDC d'acquérir toutes les actions de la société pour devenir sa filiale en propriété exclusive. Le 20 mars 2023, SNK a déménagé son siège principal à Yodogawa-ku, Osaka.
Le 28 juin 2024, SNK ouvre une succursale à Singapour appelée SNK Games Singapore et étend actuellement sa portée mondiale.
Le 29 décembre 2024, SNK a annoncé la création d'une nouvelle division connue sous le nom de KOF Studio pour développer de futurs projets dans ses franchises de jeux de combat,.

## Identité visuelle

Logo original de la société Playmore (2001-2003)
Logo de la société SNK Playmore Corporation (version 1) (2003-2013)
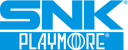
Logo de la société SNK Playmore Corporation (version 2) (2013-2016)
Logo SNK "The Future Is Now" (depuis 2016)

## Liste de jeux
SNK compte de nombreux jeux et franchises célèbres nés sous l'ère de l'ancien SNK comme Metal Slug, Samurai Shodown ou The King of Fighters. Depuis la faillite de SNK (ancienne société) en 2001, SNK Playmore fait revivre la firme mythique sur Atomiswave ou avec la société Taito sur Taito Type X. SNK 40th Anniversary Collection, une compilation de jeu l'ancien SNK datant d'avant 1990 sort sur console en 2018.

## Liste de pachinkos
SNK Playmore continue à exploiter la branche pachinko initiée dans le groupe du temps de l'ancien SNK sous l'ère Aruze.
- Doki Doki Akazukin
- Dragon Gal
- Garou Densetsu Special
- Garou Densetsu: The Legend of Wild Wolf
- Kamitama
- Kyuji
- Maximum Impact
- Metal Slug
- Samurai Spirits
- Samurai Spirits Gaiden: Cham Cham
- Sister Quest
- Sky Love
- Sky Love 2: Sky's Reunion
- Super Otousan
- Super Otousan 2
- The King of Fighters
- The King of Fighters 2

## Produits dérivés

### Neo-Geo X
En 2012, SNK Playmore (branche américaine) passe un partenariat avec Tommo pour créer la console portable Neo-Geo X,. Sortie le 18 décembre 2012 dans le pack « Neo-Geo X Gold Limited Edition », elle permet de jouer aux jeux originaux sortis sur le système Neo-Geo MVS et AES. Elle est livrée avec 20 jeux originaux Neo-Geo pré-installés et des jeux supplémentaires sont disponibles sur cartouches de jeu (NEO-GEO X Mega Pack|NEO-GEO X Mega Pack Volume 1 et NEO-GEO X Classics|NEO-GEO X Classics Volume 1 à 5). La Neo-Geo X devient console de salon par l'intermédiaire du slot Neo-Geo X, il suffit d'insérer la Neo-Geo X dans le support pour jouer sur n'importe quel écran de télévision. Dans le pack figure également une réplique de l'arcade stick Neo-Geo AES.

### Neo-Geo Mini
Le 10 octobre 2018, SNK, commercialise une console portable, la Neo-Geo Mini, conçue pour le 40ème anniversaire de la marque. La console de jeu se présente sous la forme d'une mini borne d'arcade et propose 40 jeux issus de la Neo-Geo AES. On peut brancher deux manettes SNK Neo-Geo mini sur les deux côtés de la console. On peut également jouer avec cette console sur un écran tv grâce au câble SNK Neo-Geo mini.
Le 10 octobre 2018, deux modèles sortent, le modèle Neo-Geo Mini Asian pour l'Asie et le modèle Neo-Geo Mini international pour le reste du monde. On trouve ensuite la Neo Geo Mini Christmas Edition Série Limitée Noël 2018, la Neo-Geo Mini Samurai Shodown Limited Edition Bundle-Haohmaru, la Neo-Geo Mini Samurai Shodown Limited Edition Bundle-Ukyo Tachibana, la Neo Geo Mini Samurai Shodown Bundle-Kuroko - Limited Edition et la Neo Geo Mini Samurai Shodown Limited Edition Bundle-Nakoruru.

### Neo-Geo Arcade Stick Pro
Le 30 novembre 2019 sort le Neo-Geo Arcade Stick Pro. Le Neo-Geo Arcade Stick Pro est une manette mais aussi une station de jeu. L’Arcade Stick Pro dispose d’un port HDMI pour se raccorder à un écran TV et afficher l'un des 20 jeux inclus dans la mémoire interne. Le Stick est compatible avec la Neo-Geo Mini.